# 이최선
이최선(李最善, 1825년 - 1883년)은 전라도 담양에서 출생한 조선 후기의 사상가, 성리학자, 교육자였다. 병인양요 때에는 의병을 일으켜 한성부로 달려가 관군을 지원하였고, 1877년에는 호남 지역에 대기근이 들자 가산을 털어 빈민과 걸인을 구제하였다.
구한말의 독립운동가였던 서재필과 서재창의 이모부로, 그의 본부인 성주이씨는 이기대의 딸이며 서재필, 서재창 생모의 여동생이었다. 본관은 전주(全州)이고 자는 낙유(樂裕), 호는 석전(石田) 또는 석전경인(石田耕人)이다. 노사 기정진(奇正鎭)의 문인이다.

## 생애
1825(순조 25) 태종의 장남인 양녕대군의 후손인 성리학자 이규형(李奎亨)과 김문기(金文基)의 딸인 상산 김씨 부인(商山 金氏 夫人)의 아들로 태어났다. 그의 집안은 태종의 후손으로, 양녕대군의 증손이자 순성군(順城君)의 서손인 추성수 이서(李緖)가 전라남도 담양군수를 지냈는데, 정치적인 사건으로 담양군 창평으로 유배되었다. 그러나 유배에서 풀린 후에도 귀경하지 않고 담양에 눌러 살았기 때문에 자손들이 그곳에서 정착, 뿌리내리게 되었다. 이후 벼슬하지 말라는 집안의 가훈대로 대대로 학문에만 힘썼다. 15세에 노사 기정진의 문하에 들어가 성리학을 배웠다. 1842년 어머니가 죽고 1852년에는 아버지가 사망했다. 1860년(철종 11년) 35세에 증광시에 합격하였으나 부모님이 계시지 않는 것을 가슴아파하여 다시 고향으로 되돌아왔다.
성주이씨 가은 이기대(李箕大)의 딸과 결혼하여 2남 2녀를 두었으나 상처하고 후처 평택 임씨(平澤林氏)에게서 1남 1녀를 두었다. 본부인 성주이씨는 동복의 대지주 가은 이기대의 딸로 동복군수를 지낸 서광언의 처제였다. 또한 서재필, 서재창의 생모의 여동생이었다.
1863년 고종 즉위 후 삼정(三政)에 관한 구언이 있자, 〈삼정책〉을 지어 올렸으나, 담양군수의 방해로 조정에 전달되지 못하였다. 제너럴 셔먼호 사건으로 병인양요가 터지자 호남의 종친과 친지, 친구들에게 격문을 돌려 의병을 모아 한성부에 올라가 관군을 지원하였다. 1875년 문과에 응시 하였으나, 시험과정에서의 폐단과 대리 시험, 부조리 등을 보고 과거를 단념하고 다시 고향으로 내려왔다. 1877년 호남 지역에 대기근이 들어 흉년이 계속되자 그는 자신의 가산을 기울여 빈민, 걸인을 구제하였다.
저서로는 《석전문집 石田文集》 4권이 있다. 1883(고종 20)에 사망하니 향년 58세였다. 전라남도 장성군 진원면 고산서원에 배향되었다.

## 저서
- 《석전문집 石田文集》4권
- 《독외필 讀猥筆》

## 사상
이최선은 학문적으로는 노사학파로 스승 기정진의 주리설(主理說)을 계승하여, 이가 기보다 우위에 서야 된다, 이로써 기를 다스리고 통제해야 한다고 보았다. 스승인 노사 기정진의 사상이 담긴 '외필 猥筆'의 정신을 더욱 발전시키고자 《독외필 讀猥筆》을 지어 인간 본성 속의 이(理)를 절대적 가치로 하여야 한다고 하였다.
개화의 와중에도 그는 조선왕조와 왕실의 정통성을 옹호하고 외세를 철저하게 배격할 것을 주장하는 위정척사파의 일원이었다. 그는 고종 즉위 후 삼정의 문란을 바로잡아서 민심의 이반을 막을 것을 주장하였다. 삼정의 폐단을 지적하는 상소에서 그는 삼정의 문란은 지방수령의 각성과 그 실천에 부족함이 있다고 주장하고, 근본적으로는 예의와 염치가 없고 탐욕을 부리는 것이 원인이며, 양심의 회복으로 국가와 사회의 기강을 바로잡을 것을 역설하였다.

## 가족 관계
- 아버지 : 이규형(李奎亨, ? - 1862년)
- 어머니 : 상산김씨(商山金氏, ? - 1852년), 김문기(金文基)의 딸
- 부인 : 성주 이씨(星州李氏)
  - 2남
  - 2녀
- 부인 : 평택 임씨(平澤林氏)
  - 1남
  - 1녀
- 처조부 : 이유원(李有源)
- 장인 : 이기대(李箕大)
- 처형 : 성주 이씨
- 동서 : 서광효(또는 서광언)
  - 처이질 : 서재필(徐載弼)
  - 처이질 : 서재창(徐載昌)
- 외할아버지 : 김문기(金文基)

## 같이 보기
- 이기대
- 기정진
- 서재필
- 서재창
- 기삼연
- 송진우
- 김준연
- 이승학